# Manipal

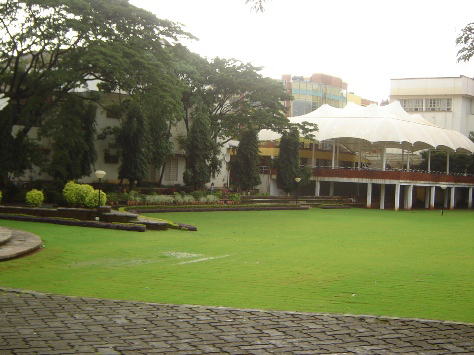
Manipal Greens comúnmente conocido como KMC greens, Aquí se celebran las celebraciones universitarias.

Manipal es una ciudad universitaria situada en el estado de Karnataka, en India. Está en el distrito de Udupi. Está situada en el interior rocoso de la Costa Konkan al suroeste de India.
Manipal, que era un Panchayat, ha crecido en los últimos años, y ahora es administrada como parte de una Corporación Municipal. Esta ciudad fue fundada el 30 de junio de 1953 por Dr. T.M.A. Pai. La primera escuela fue el Kasturba Medical College (KMC).

## Situación geográfica
Se encuentra al norte de Mangalore. Está a 5 km de Udupi y a 12 km del Mar Arábigo.

## Toponimia
Su nombre deriva de “Manu Palla” que significa “lago de lodo”.

## Transporte
Manipal está bien conectada, por aire y por tierra. El aeropuerto más cercano está en la ciudad de Mangalore, a unos 55 km. Existen vuelos nacionales, como Hyderabad, Bombay, Chennai y Bangalore; e internacionales, especialmente países del Golfo.
Por carretera, Manipal está bien conectada con grandes ciudades en Karnataka, Kerala, Goa, etc.
Hay servicio público (KSRTC) y privado de autobuses para llegar a Manipal.
La estación de tren más cercana está en Udupi. Es la Konkan Railway.

## Clima
Entre junio y agosto es la estación de fuertes monzones. El rango de precipitaciones es desde 50 a 80 cm . Entre marzo y mayo, la temperatura sube hasta 35 °C. El resto del tiempo el clima es tropical, aproximadamente alrededor de 27 °C.

## Educación
La Universidad de Manipal tiene 19 escuelas, cuyas áreas más predominantes son los Negocios, Ingeniería y Ciencias de la Salud. La ciudad obtuvo prominencia en los años 50, cuando fue fundada por Dr. T.M.A.Pai. Casi todas las escuelas están clasificadas entre las mejores en India. La Universidad de Manipal tiene ramas en diferentes partes de India, Malasia, Dubái, Antigua y Nepal. Existe un ambiente cosmopolita con estudiantes de 52 países.